# Euclidia limbosa
Euclidia limbosa är en fjärilsart som beskrevs av Achille Guenée 1852. Euclidia limbosa ingår i släktet Euclidia och familjen nattflyn. Inga underarter finns listade i Catalogue of Life.